# Grattepanche
Grattepanche település Franciaországban, Somme megyében. Lakosainak száma 320 fő (2022. január 1.). Grattepanche Cottenchy, Estrées-sur-Noye, Jumel, Oresmaux, Rumigny és Sains-en-Amiénois községekkel határos.

## Népesség
A település népességének változása:
| Lakosok száma | 288  | 305  | 314  | 318  | 321  | 324  | 323  | 321  | 320  |
|               | 2013 | 2015 | 2016 | 2017 | 2018 | 2019 | 2020 | 2021 | 2022 |